# Theo Sommerlad

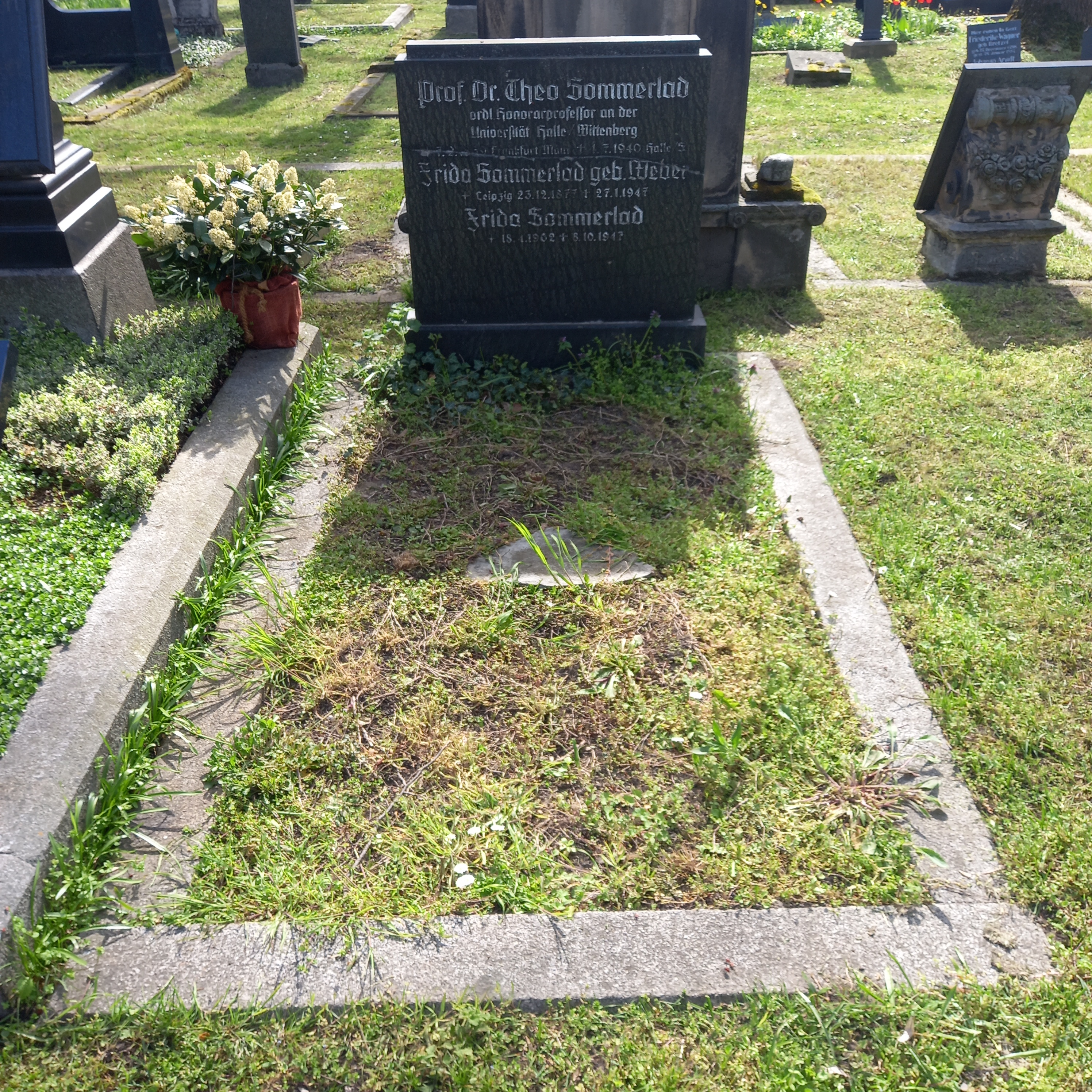
Grab von Theo Sommerlad auf dem halleschen Stadtgottesacker

Johann Christoph Theodor „Theo“ Sommerlad (* 7. Februar 1869 in Frankfurt am Main; † 4. Juli 1940 in Halle (Saale)) war ein deutscher Historiker und Hochschullehrer.

## Leben und Wirken
Er war der Sohn von Wilhelm Sommerlad und dessen Ehefrau Anna Catharina Bauch. Nach dem Schulabschluss studierte er Klassische Philologie, Geschichte und Staatswissenschaften an den Universitäten Bonn, Berlin und Halle und promovierte 1891 in Halle zum Dr. phil. Er ließ sich in Halle in der preußischen Provinz Sachsen nieder. Hier war er u. a. zunächst als Privatdozent tätig und wurde Erster Sekretär des Thüringisch-Sächsischen Geschichtsvereins. 1919 wurde er zum ordentlichen Honorarprofessor an der Universität Halle-Wittenberg ernannt. Mehrere seiner Werke erschienen im Verlag seines Schwiegervaters Felix Weber J. J. Weber in Leipzig.
Zum 1. Mai 1933 war er der NSDAP (Mitglieds-Nr. 2.255.230) beigetreten, nachdem er zuvor der DNVP angehört hatte.

## Schriften (Auswahl)
- Die soziale Wirksamkeit der Hohenzollern. J. J. Weber, Leipzig 1899.
- Die wirtschaftliche Thätigkeit der Kirche in Deutschland in der naturalwirtschaftlichen Zeit bis auf Karl den Großen. J. J. Weber, Leipzig 1900.
- Deutschtum und Weltpolitik. Seele, Leipzig 1907.
- Die geschichtliche Stellung der russischen Ostseeprovinzen. Halle a. d. S. 1918.
- Der Deutsche Kolonialgedanke und sein Werden im 19. Jahrhundert. Halle a. d. S. 1918.